# Sterna hirundo
Se procura o garajau-comum europeu, veja Thalasseus sandvicensis.

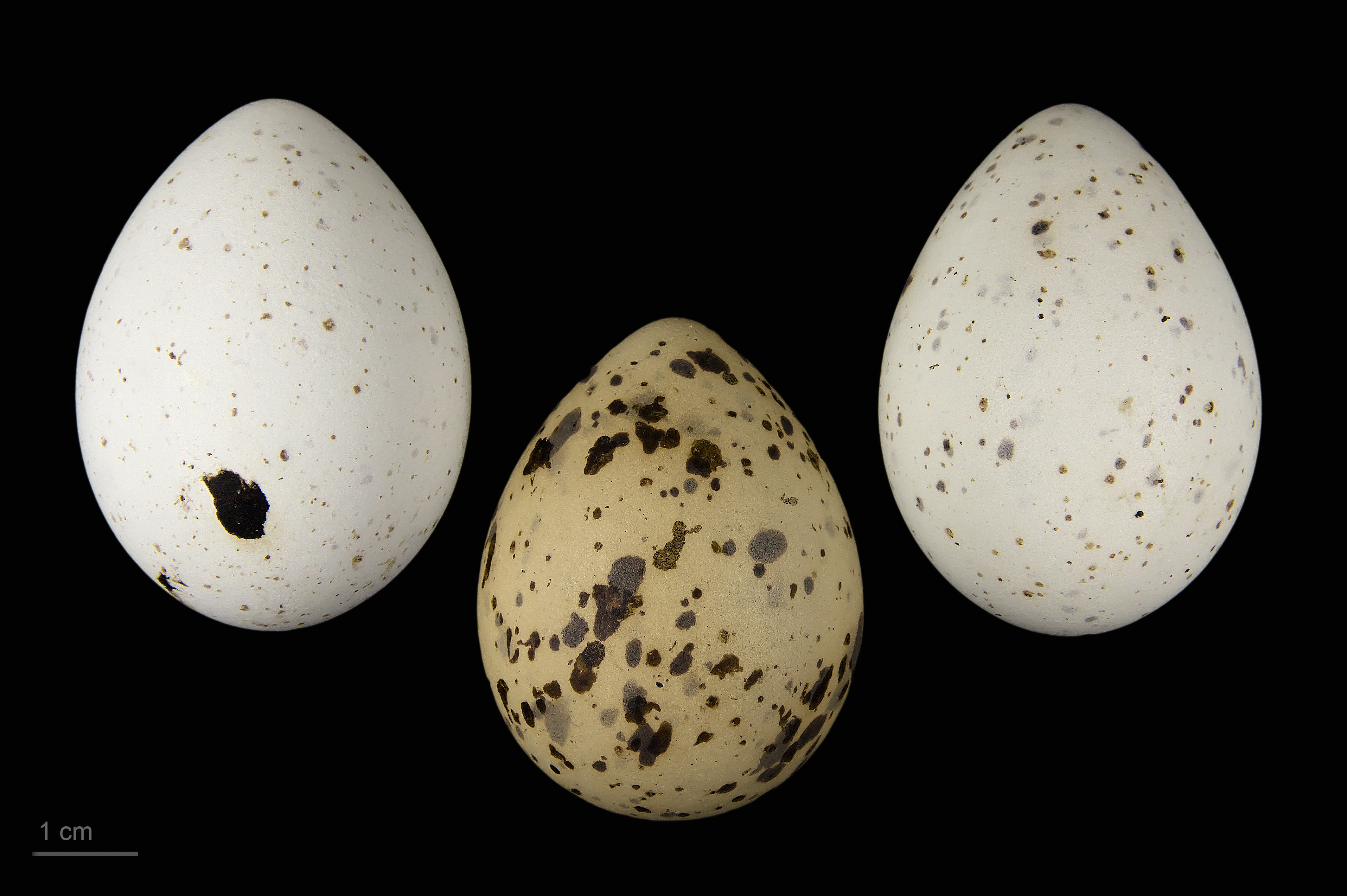
Sterna hirundo hirundo - MHNT

Sterna hirundo L., conhecida pelo nome comum de andorinha-do-mar-comum, gaivina-comum ou garajau (nos Açores e Madeira), é uma espécie de ave costeira, pequena, ágil e graciosa, com bico e patas de cor avermelhada e cauda bifurcada que pode ser encontrada tanto em alto-mar como a pescar em águas costeiras e interiores. A espécie é migratória e tem uma distribuição geográfica extensa e descontínua em torno do Hemisfério Norte, abrangendo a América do Norte (costa leste), a Europa e Ásia Central. No inverno boreal migra para o Hemisfério Sul, sendo comum nas costas do Brasil.

## Descrição
É uma pequena ave marinha com plumagem de coloração cinzenta muito pálida na parte superior do corpo e asas e branca na parte ventral. Os adultos reprodutores apresenta uma mancha preta na cabeça (píleo) que na plumagem nupcial se estende da testa até à nuca. O bico é vermelho, pontiagudo, com a extremidade negra. O lado inferior das asas apresenta um bordo preto ao longo das penas primárias e a cauda é branca e bifurcada. As patas são curtas e vermelhas. A espécie apresenta uma envergadura de 79 cm de asa a asa e um peso médio 136 g.
S. hirundo nidifica em colónias instaladas em praias de areia ou calhau, mas quase sempre em zonas escarpadas e com boa visibilidade sobre a área circundante, preferindo ilhéus e rochedos isolados pelas águas. O período reprodutor decorre de Abril a Julho, com uma postura única de 2-3 ovos feita directamente no chão, limitando-se o ninho a uma pequena depressão na superfície do solo ou da rocha. As colónias nidificantes são densas, podendo atingir os 2 ninhos/m², particularmente em ilhéus e rochedos isolados pelas águas.
Durante o período reprodutor S. hirundo tem comportamento territorial, mais marcado durante os períodos de postura e Incubação.  Quando perturbadas, as colónias reprodutoras defendem os ninhos com agressividade, chegando a bicar os intrusos. Esse comportamento torna as colónias vulneráveis à presença humana, sendo conhecidos casos de abandono das posturas como resultado de perturbações frequentes.
A dieta de S. hirundo varia consideravelmente entre colónias, período do ano e entre anos, mas tem como base os pequenos peixes pelágicos, como o peixe-pau e o chicharro que capturam em mergulhos rápidos e superficiais. Se as condições o propiciarem, podem também ingerir pequenos peixes mesopelágicos que efectuam migrações verticais, com destaque para os mictofídeos.

## Subspécies
São reconhecidas quatro subespécies:
- Sterna hirundo hirundo (Linnaeus, 1758) - ocorre da América do Norte (região central do Canadá) até a América do Sul e nas Ilhas do Oceano Atlântico, na Europe e no Oeste da África até a China;
- Sterna hirundo minussensis (Sushkin, 1925) - ocorre na região Central da Ásia até o Norte da Mongólia e Sul do Tibet; no inverno pode ser encontrado no Oceano Índico;
- Sterna hirundo longipennis (Nordmann, 1835) - ocorre do Nordeste da Sibéria até o Nordeste da China; no inverno pode ser encontrado do Sudeste da Ásia até a Austrália.
- Sterna hirundo tibetana (H. Saunders, 1876) - ocorre do Oeste da Mongólia até a Caxemira e o Tibet; no inverno pode ser encontrado no Oceano Índico.

## Distribuição e estado de conservação
A população mundial da espécie está estimada em 100 000 pares reprodutores, dos quais 20-30% nos Açores.